# کات (فیلم)
کات (به انگلیسی: Cut) فیلمی به کارگردانی امیر نادری و محصول سال ۲۰۱۱ میلادی است.

## داستان
قصه فیلم ملهم از رابطه امیر نادری با جان کاساوتیس است.